# Mercedes D.IVa
Mercedes D.IVa byl řadový stojatý vodou chlazený šestiválcový letecký motor vyráběný firmou Daimler během první světové války, který ve své výkonové třídě nahradil nespolehlivý řadový osmiválec Mercedes D.IV.
Problémy se spolehlivostí osmiválcového motoru Mercedes D.IV vedly ke konstrukci zcela nového typu, u kterého se konstruktéři vrátili k osvědčené koncepci řadového šestiválce.
Firma motory vyráběla ve dvou provedeních, jako pravotočivý a levotočivý.

## Technické údaje
- Typ: vodou chlazený čtyřdobý zážehový stojatý řadový šestiválec
- Vrtání: 160 mm
- Zdvih: 180 mm
- Celková plocha pístů: 1206 cm²
- Zdvihový objem motoru: 21 714 cm³
- Rozvod: ventilový, OHC
- Výkon motoru: 260 k (191 kW)